# Trim Area
Trim Area — раздел прошивки или микропрограммного обеспечения, содержащий в себе информацию об устройстве, текущей ОС или прошивке.
Trim Area может содержать в себе IMEI, серийный номер, DRM ключи, и другую сервисную информацию. Trim Area состоит из HEX-кода.
Некоторые файлы в Trim Area уникальны. Их потеря или замена может привести к полной или частичной неработоспособности устройства. Существуют программы для резервного копирования информации из раздела Trim Area для последующего восстановления в случае повреждения этого раздела, если функциональность устройства ещё не утеряна. Если Trim Area сильно повреждён или удалён, то можно попытаться восстановить шаблон с помощью специального ПО и JTAG